# Walter Sjölin
Walter Sjölin, född 27 januari 1902 i Norra Vram i Skåne, död 4 maj 1972 i Farsta församling, var en svensk arkivarie och författare. Under åren 1934–1970 var han knuten till KF:s arkiv och var chefsbibliotekarie där från 1947. Walter Sjölin var författare till ett dussintal böcker, bland annat boken Jord och Kol.